# علي الغساني
علي بن أحمد بن محمد بن يوسف بن مروان ابن عمر الغساني (507-609ه - 1113-1212م) فقيه محدث وحافظ وأديب ونحوي وشاعر وكاتب. ألف في شرح الموطأ كتابًا ضخمًا في عشر مُجلدات أسماه «نهج السالك للتفقه في مذهب مالك»، ووضع شرحًا لكتاب مسلم باسم «اقتباس السراج في شرح صحيح مسلم بن الحجاج» وله شرح تفريغ ابن الجلاب سماه «الترصيع في شرح مسائل التفريع»، وصنف في الآداب منظوماته ورسائله، ونظم في شمائل محمد نبي الله كتابًا أسماه «عنوان الفضائل على مضمن كتاب الشمائل» وألف كتاب «الوسيلة إلى إيابة المعنى في أسماء الله الحسنى». وتُوفي بمدينة وادآش.